# Entre deux eaux (téléfilm)
Pour les articles homonymes, voir Entre deux eaux.
Entre deux eaux est un téléfilm français réalisé par Michaëla Watteaux, diffusé le 5 février 2010 sur France 2.

## Fiche technique
- Réalisateur : Michaëla Watteaux
- Scénario : Michaëla Watteaux et Mathieu Masmondet
- Adaptation : Yann Le Nivet
- Musique : René-Marc Bini
- Photographie : Mario Barroso
- Montage : Marc Daquin
- Son : Pierre Donnadieu et Jean Casanova
- Production : Laurence Bachman, Clémentine Dabadie
- Pays d'origine : France
- Format : Couleurs - 1,77:1 - HDTV
- Genre : Policier
- Date de diffusion : 5 février 2010 sur France 2
- Durée : 105 minutes.

## Distribution
- Hélène de Saint-Père : Alice Barma
- Sophie Quinton : Carmen Forestier
- François Marthouret : Armand Pontet
- Jean-Baptiste Puech : Wlad
- Khalid Maadour : Messaoud
- Sylvie Granotier : Céline Montigny
- Laurent Claret : Louis Cohen
- Christophe Odent : le procureur Boussier
- Éric Naggar : le juge Domecq
- Fabrice Michel : Paul
- François Berland : le légiste
- Manoëlle Gaillard : Docteur Larieux
- Djibril Pavadé : Ferdinand
- Alexia Quintin : Clémence Boussier
- Miguel Ferreira : Baupin
- Isabelle Tanakil : Éléonore
- Vincent Jouan : Arthur Sabiani

- Sylvie Granotier